# Albert Lutuli

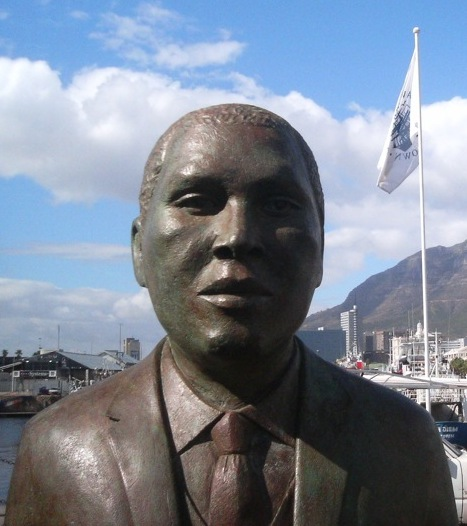
Statue d'Albert Lutuli.

Albert John Lutuli ou Luthuli, « Mvumbi » en zoulou, (1898 ?–21 juillet 1967) est un homme politique d'Afrique du Sud, président du Congrès national africain (ANC) de 1952 à 1967 et prix Nobel de la paix en 1960 pour son combat contre l'apartheid.

## Origines et études

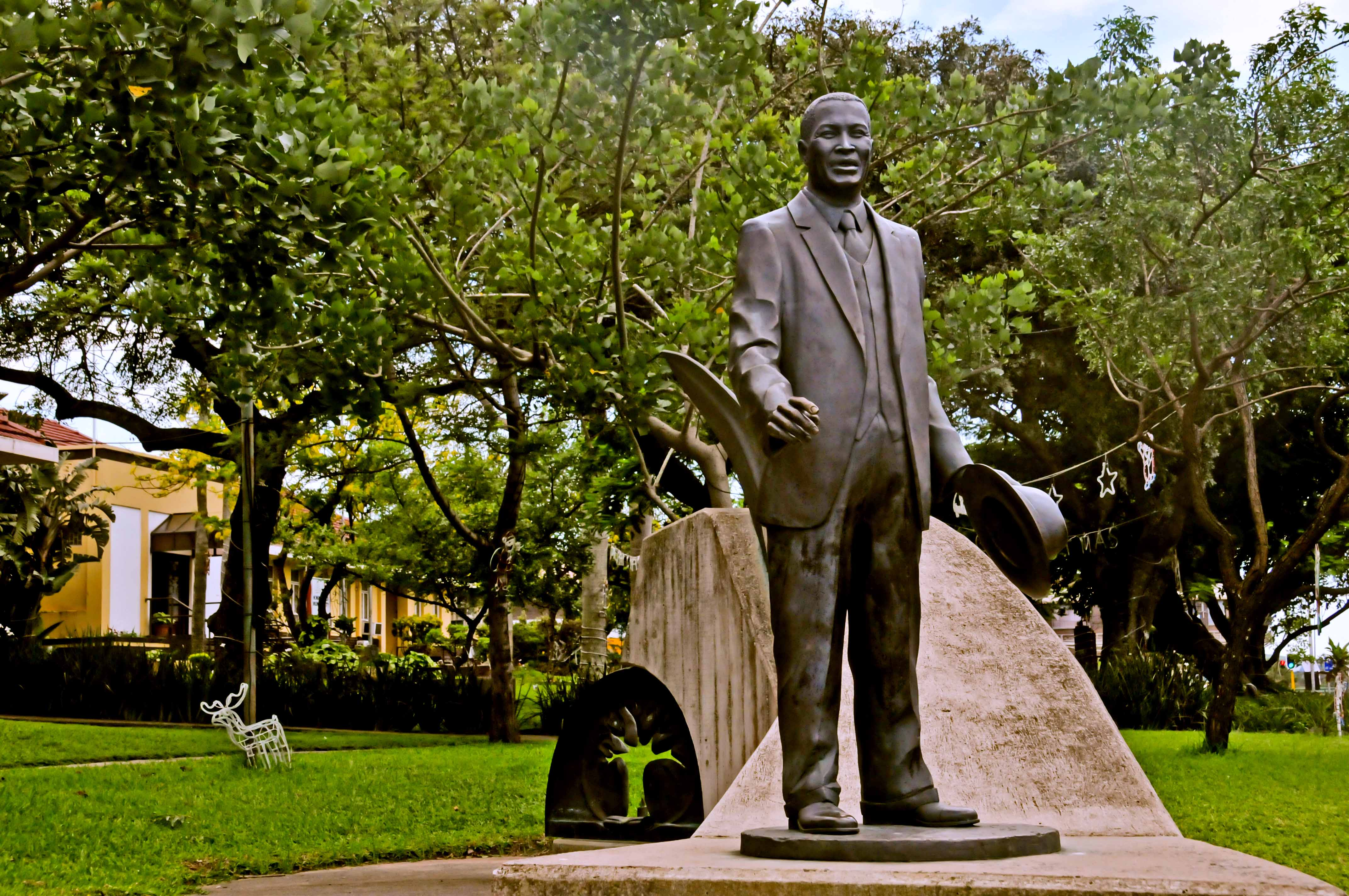
Statue d'Albert Lutuli à Stanger au KwaZulu-Natal

Albert Lutuli,  est né à Solusi à proximité de Bulawayo, dans l'ancienne Rhodésie du Sud, actuel  Zimbabwe, troisième fils d'un missionnaire de l'Église adventiste du septième jour, John Bunyan Lutuli, et de Mtonya Gumede.
À la mort de son père, sa mère ramène sa famille en Afrique du Sud dont ils sont originaires, dans la province du Natal à Groutville près de la ville de Stanger. Ils vivent chez un oncle, Martin Lutuli, chef élu des zoulous chrétiens de la mission d'Umvoti.
Albert Lutuli fait ses études d'enseignants à Edendale, près de Pietermaritzburg et devient pasteur méthodiste.
En 1920, il reçoit une bourse du gouvernement pour poursuivre ses études dans l'enseignement supérieur au Adams College (en) duquel il rejoint ensuite l'équipe pédagogique. C'est pour des raisons financières qu'il renonce à une autre bourse d'études qui lui aurait ouvert les portes de l'université de Fort Hare.

## Engagements
En 1928, il devient le secrétaire de l'association des enseignants africains et en 1933 en devient le président. C'est durant cette année-là que les aînés de sa tribu lui demande de devenir leur chef tribal. Ce n'est qu'en 1936 qu'il accepte la charge de leader de la chefferie et il le restera jusqu'à son éviction par le gouvernement en 1952.
En 1936, il prend ses premières positions politiques après que le gouvernement de James Barry Hertzog a retiré le droit de vote aux noirs de la province du Cap.

## Président de l'ANC
En 1944, Lutuli s'engage au Congrès national africain et en 1945 est élu à son comité exécutif de la division provinciale du Natal. En 1951, il en devient le président et l'année suivante participe avec d'autres leaders de l'ANC à la première campagne de désobéissance civile et non violente pour protester contre le durcissement des lois de ségrégation institutionnalisées par l'apartheid.
C'est alors que le gouvernement de Daniel François Malan lui demande de choisir entre son activité politique à l'ANC et la chefferie qu'il dirige (ce qui fait de lui un fonctionnaire rémunéré par l'État sud-africain). Lutuli ayant refusé de choisir, c'est le gouvernement qui le démet de sa fonction de chef de tribu. Un mois plus tard, Lutuli est élu président de l'ANC. Le gouvernement réagit par des mesures de bannissement de l'organisation d'abord pour deux ans, mesure reconduite à l'expiration de ce premier délai pour deux années supplémentaires.
En 1956, à la fin de l'expiration du second délai, Lutuli organise une conférence dans le but d'être arrêté et d'être inculpé de haute trahison à l'instar des 155 autres prévenus, déjà inculpés depuis 1955. Lutuli est arrêté et emprisonné pendant un an. Après les audiences préliminaires, la justice le libère en décembre 1957 alors que les charges qui pesaient contre lui et 64 autres prévenus sont abandonnées.
Un autre bannissement de cinq ans est alors décrété par le gouvernement mais il sera suspendu par la justice pour que Lutuli puisse témoigner au procès des rédacteurs de la Charte de la liberté de 1955. Elle est de nouveau suspendue en 1960 afin de permettre son arrestation pour avoir brûlé son passeport intérieur à la suite du massacre de Sharpeville.
Après la mise en place de l'état d'urgence, il est arrêté, jugé coupable, condamné à une amende et à une peine de prison avec sursis et renvoyé à Groutville.

## Prix Nobel de la Paix

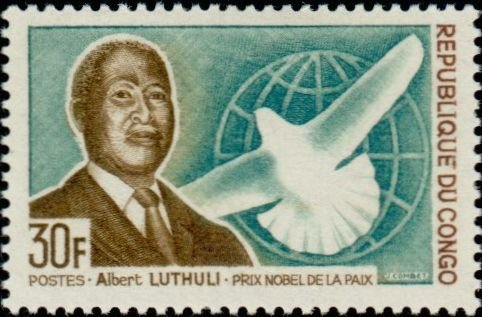
Timbre émis par la république du Congo en 1968.

En 1961, sa mesure de bannissement est encore levée pour lui permettre de quitter le pays avec sa femme et de recevoir à Oslo son prix Nobel de la paix, caractérisé par le journal afrikaner Die Transvaler comme un « phénomène pathologique inexplicable ».
Son discours lors de sa remise du prix Nobel est une apologie de la non-violence et un appel à la fraternité humaine.
En mai 1964, une quatrième mesure de bannissement confine Lutuli dans sa région natale.
En juillet 1967, il meurt percuté par un train sur un pont près de Stanger à l'âge de 69 ans.
En 2004, il est élu à la 41e position sur la liste des 100 Greatest South Africans (les cent plus grands Sud-Africains).
Les archives d'Albert Lutuli sont déposées à la bibliothèque de l'University of the Witwatersrand, à Johannesburg, Afrique du Sud.